# ريوجي شيموشي
ريوجي شيموشي (باليابانية: 下司 隆士) (مواليد 24 يوليو 1985)، هو لاعب كرة قدم ياباني سابق كان يلعب كمهاجم.

## وصلات خارجية
- ريوجي شيموشي على موقع رابطة كرة القدم اليابانية للمحترفين (اليابانية)